# Eucryphia cordifolia
Eucryphia cordifolia är en tvåhjärtbladig växtart som beskrevs av Antonio José Cavanilles. Eucryphia cordifolia ingår i släktet Eucryphia och familjen Cunoniaceae. Inga underarter finns listade i Catalogue of Life.